# Saltville (Virginia)
Saltville es un pueblo situado en el condado de Smyth, Virginia  (Estados Unidos). Según el censo de 2010 tenía una población de 2.077 habitantes.

## Demografía
Según el censo del 2000, Saltville tenía 2.204 habitantes, 909 viviendas, y 660 familias. La densidad de población era de 105,7 habitantes por km².
De las 909 viviendas en un 30,5%  vivían niños de menos de 18 años, en un 53,2%  vivían parejas casadas, en un 15,1% mujeres solteras, y en un 27,3% no eran unidades familiares. En el 25,7% de las viviendas  vivían personas solas el 14,7% de las cuales correspondía a personas de 65 años o más que vivían solas. El número medio de personas viviendo en cada vivienda era de 2,4 y el número medio de personas que vivían en cada familia era de 2,88.
Por edades la población se repartía de la siguiente manera: un 22,2% tenía menos de 18 años, un 8,1% entre 18 y 24, un 28,6% entre 25 y 44, un 23,9% de 45 a 60 y un 17,2% 65 años o más.
La edad media era de 39 años. Por cada 100 mujeres de 18 o más años  había 85,1 hombres.
La renta media por vivienda era de 29.917$ y la renta media por familia de 36.394$. Los hombres tenían una renta media de 30.379$ mientras que las mujeres 17.717$. La renta per cápita de la población era de 13.908$. En torno al 12,7% de las familias y el 17,4% de la población estaban por debajo del umbral de pobreza.

## Localidades adyacentes
El siguiente diagrama muestra a las localidades más próximas a Saltville.